# Song Si-yeol
Song Si-yeol (* 1607; † 1689) war ein koreanischer Politiker, neokonfuzianischer Philosoph und Dichter.
Er lebte im Zentrum Chungcheongnam-dos im bekannten historischen Stadtteil Hwaedeok. Seine Künstlernamen waren Uam (우암, 尤庵) und Ujae (우재, 尤齋). Er war ein Führer der West-Faktion (서인) der Sarim.

## Werke
- Uamjip (우암집, 尤庵集)
- UamSeonsanghoojip (우암선생후집, 尤菴先生後集)
- Uamyugo (우암유고, 尤菴遺稿)
- Joojadaejeon (주자대전잡억)
- Songseoseupyu (송서습유, 宋書拾遺)
- Songseosokseupyu (송서속습유, 宋書續拾遺)
- Joojadaejeonchaui (주자대전차의, 朱子大全箚疑)
- Jeongseobunryu (정서분류, 程書分類)
- Joojauhryusobun (주자어류소분, 朱子語類小分)
- Nonmaengmunuitonggo (논맹문의통고, 論孟問義通攷)
- Shimgyungseokui (심경석의, 心經釋義)
- Shambangchwalyo (삼방촬요, 三方撮要)
- Songjadaejeon (송자대전, 宋子大全)
- Jangreungjimun (장릉지문, 長陵誌文)
- Youngreungjimun (영릉지문, 寧陵誌文)
- Songjungilmyojimyung (송준길묘지명)
- Sagyeseonsaenghangjang (사계선생행장, 沙溪先生行狀)